# Mitteilungen des Instituts für Österreichische Geschichtsforschung
Mitteilungen des Instituts für Österreichische Geschichtsforschung, skrót MIÖG – austriackie czasopismo naukowe.
Wydawany od 1880 przez Institut für Österreichische Geschichtsforschung. Na jego łamach publikowane są artykuły i recenzje poświęcone historii, w szczególności historii Austrii, historii konstytucjonalizmu i studia źródłoznawcze. Ukazuje się jako półrocznik.

## Redakcja[2]
- Thomas Winkelbauer (redaktor naczelny)
- Brigitte Merta
- Martin Scheutz
- Andrea Sommerlechner
- Eva Regina Stain
- Herwig Weigl

## Bazy bibliograficzne[2]
- Baidu Scholar
- Brepols: L'Année philologique
- Celdes
- CNKI Scholar (China National Knowledge Infrastructure)
- CNPIEC
- De Gruyter - IBR (International Bibliography of Reviews of Scholarly Literature in the Humanities and Social Sciences)
- De Gruyter - IBZ (International Bibliography of Periodical Literature in the Humanities and Social Sciences)
- EBSCO (relevant databases)
- EBSCO Discovery Service
- Genamics JournalSeek
- Google Scholar
- J-Gate
- JournalGuide
- JournalTOCs
- KESLI-NDSL (Korean National Discovery for Science Leaders)
- Microsoft Academic
- Naviga (Softweco)
- Primo Central (ExLibris)
- ProQuest
- ReadCube
- ResearchGate
- Summon (Serials Solutions/ProQuest)
- TDNet
- Ulrich's Periodicals Directory/ulrichsweb
- WanFang Data
- WorldCat (OCLC)